# Louis Martin-Chauffier
Louis Martin-Chauffier (* 24. August 1894 in Vannes; † 6. Oktober 1980 in Puteaux) war ein französischer Schriftsteller.

## Leben und Werk
Louis Martin-Chauffier studierte zuerst Medizin, später Archivistik an der École nationale des chartes. Er war Bibliothekar an der Bibliothèque Mazarine (1923–1923) und an der Bibliothèque Landau-Finaly in Florenz (1923–1927), widmete sich aber ab 1922 dem Journalismus und dem Abfassen von Romanen, dann der Übersetzung von Dantes Inferno und der Herausgabe der Werke von André Gide, Jean-Jacques Rousseau und La Rochefoucauld. Ab 1938 war er Journalist bei Match und Paris-Soir. In der Zeit der deutschen Besatzung war er Chefredakteur der Résistance-Zeitung Libération, wurde verhaftet und überlebte die Konzentrationslager Neuengamme und Bergen-Belsen. Im Prozess gegen Krawtschenko trat er als Zeuge auf und zeigte sich, wie viele französische Intellektuelle, blind für die stalinistischen Verbrechen. 1957 erhielt er den Grand prix national des Lettres. 1964 wurde er in die Académie des sciences morales et politiques gewählt (Abteilung Morale et Sociologie, Sitz Nr. 7). Er war Kommandeur der Ehrenlegion.
Martin-Chauffiers bekannteste Werke waren die groß angelegte Biographie von Chateaubriand (1943) und der Bericht über seine KZ-Erfahrung unter dem Titel L’Homme et la Bête (Der Mensch und das Tier, 1948). Keines seiner Bücher wurde ins Deutsche übersetzt.

## Werke (Auswahl)
- Correspondances apocryphes, Mme de Vandeul et Diderot, Choderlos de Laclos, Flaubert, Barbey d’Aurevilly, M. Proust, Anatole France, Charles Maurras, Chateaubriand, Maurice Barrès, Mme de Noailles, J. Giraudoux. Plon, Paris 1923.
- La Fissure. Bloud et Gay, Paris 1923.
- Patrice ou l'Indifférent. Grasset, Paris 1925.
- L'épervier. Grasset, Paris 1925.
- Jeux de l'âme. Paris 1927.
- L'Amant des honnêtes femmes. Gallimard, Paris 1927.
- Chateaubriand ou L'obsession de la pureté. Gallimard, Paris 1943.
- L'homme et la bête. 1947. Gallimard, Paris 1995.
- Mémoires du Filipin. 1. Mon père n'est pas mort, roman. Gallimard, Paris 1950.
- L'Écrivain et la liberté. Neuchâtel 1958.
- L'examen des consciences. Algérie an VII. Julliard, Paris 1961.
- Chateaubriand. Seghers, Paris 1968.
- Chroniques d'un homme libre. Paris 1989.